# 黃砂蘚
黃砂蘚（学名：Racomitrium anomodontoides）为紫萼蘚科砂蘚屬下的一个种。

## 扩展阅读
- 維基物種上的相關：黃砂蘚